# Nihat Özdal
Nihat Özdal (geb. 1984 in Halfeti, Provinz Şanlıurfa) ist ein türkischer Pädagoge, Schriftsteller sowie Projekt- und Sportleiter.

## Leben
In der Türkei gehört Özdal zu den Vorreitern der visuellen Poesie. Seine künstlerischen Werke wurden sowohl national als auch international Teil verschiedenster Installationen. Seit 2002 werden seine Gedichte in Zeitschriften in und außerhalb der Türkei veröffentlicht.
2008 wurde sein Gedichtband namens 'Google'den Önce' (= Vor Google) im Rahmen der Preisverleihungen junger Nachwuchsdichter 'Memet Fuat Şiir Ödülleri' und 'Homeros Şiir Ödülleri' preisgekrönt.
Im September 2012 veröffentlichte er seinen zweiten Gedichtband namens 'Kanat Izleri (Flügelspuren).
Seine Werke wurden in mehreren Sprachen übersetzt. Neben seiner beruflichen Tätigkeit als Pädagoge war Özdal unter anderem auch als Museumskurator und Surflehrer tätig.
Laut seiner Webseite spendet Özdal  die Einnahmen seiner Werke Vereinen, die sich für den Naturschutz einsetzen.

## Werke
- 2010: Google’den Önce / Vor Google (Hayal Yyaınları)
- 2012: Kanat İzleri / Flügelspuren (Hayal Yayınları)